# Campionat d'Europa de Futbol sub-19 de la UEFA
El Campionat d'Europa de Futbol sub-19 és un torneig de futbol organitzat anualment per la UEFA.

## Història i format
La competició es disputa des de 1948. Originalment va ser anomenada Torneig Internacional Juvenil de la FIFA, fins que passà a ser organitzada per la UEFA el 1956. El 1980, passà a ser el Campionat d'Europa de la UEFA Sub-18. Degut a canvis que es van fer el 2001 pel que fa a l'elegibilitat de jugadors, el campionat va passar a rebre el seu nom actual, usat des del campionat de 2002. La competició s'ha jugat anualment des de la seva inauguració el 1948, llevat del període entre 1984 i 1992, en què es disputà cada dos anys.
El torneig ha tingut diferents formats durant la seva existència. Actualment consta de dues fases, de manera similar a altres competicions de la UEFA. La fase de classificació és oberta a tots els membres de la UEFA, mentre la fase final es juga entre vuit equips.
Durant els anys parells, els millors equips es classifiquen per la Copa del Món de futbol sub-20 que se celebra el següent any (senar). Actualment són cinc els equips que es classifiquen per la Copa del Món, que són els dos primers dels seus grups més el guanyador d'un partit de play-off disputat entre els tercers de cada grup.

### Nombre d'equips
| Any del torneig | Format de la final                                                               | Número d'equips |
| --------------- | -------------------------------------------------------------------------------- | --------------- |
| 1986–1992       | Eliminatòries                                                                    | 8               |
| 1993            | Dos grups de quatre equips, play-off pel tercer lloc i la final                  | 8               |
| 1994            | Dos grups de quatre equips, play-off pel cinquè lloc, pel tercer lloc i la final | 8               |
| 1995–2002       | Dos grups de quatre equips, play-off pel tercer lloc i la final                  | 8               |
| 2003–2015       | Dos grups de quatre equips, semifinals i final                                   | 8               |
| 2016–present    | Dos grups de quatre equips, play-off pel cinquè lloc, semifinals i final         | 8               |

## Resultats

### Torneig juvenil de la FIFA (1948–1954)
| Any          | Seu              | Final      | Final                                     | Final            | Tercer lloc   | Tercer lloc                      | Tercer lloc         |
| Any          | Seu              | Guanyador  | Marcador                                  | Finalista        | Tercer lloc   | Marcador                         | Quart lloc          |
| ------------ | ---------------- | ---------- | ----------------------------------------- | ---------------- | ------------- | -------------------------------- | ------------------- |
| 1948 Detalls | Anglaterra       | Anglaterra | 3–2                                       | Països Baixos    | Bèlgica       | 3–1                              | Itàlia              |
| 1949 Detalls | Països Baixos    | França     | 4–1                                       | Països Baixos    | Bèlgica       | 5–0                              | República d'Irlanda |
| 1950 Detalls | Àustria          | Àustria    | 3–2                                       | França           | Països Baixos | 6–0                              | Luxemburg           |
| 1951 Detalls | França           | Iugoslàvia | 3–2                                       | Àustria          | Bèlgica       | 1–0                              | Irlanda del Nord    |
| 1952 Detalls | Espanya          | Espanya    | 0–0 pròr. Espanya guanyà per goal average | Bèlgica          | Àustria       | 5–5 Àustria guanyà a cara o creu | Anglaterra          |
| 1953 Detalls | Bèlgica          | Hongria    | 2–0                                       | Iugoslàvia       | Turquia       | 3–2                              | Espanya             |
| 1954 Detalls | Alemanya Federal | Espanya    | 2–2 pròr. Espanya guanyà per goal average | Alemanya Federal | Argentina     | 1–0                              | Turquia             |

### Torneig juvenil de la UEFA (1955–1980)
| Any          | Seu              | Final                                                                       | Final                                                                       | Final                                                                       | Tercer lloc                                                                 | Tercer lloc                                                                 | Tercer lloc                                                                 |
| Any          | Seu              | Guanyador                                                                   | Resultat                                                                    | Finalista                                                                   | Tercer lloc                                                                 | Resultat                                                                    | Quart lloc                                                                  |
| ------------ | ---------------- | --------------------------------------------------------------------------- | --------------------------------------------------------------------------- | --------------------------------------------------------------------------- | --------------------------------------------------------------------------- | --------------------------------------------------------------------------- | --------------------------------------------------------------------------- |
| 1955 Detalls | Itàlia           | Només es van jugar partits de fase de grups, no es va proclamar cap campió. | Només es van jugar partits de fase de grups, no es va proclamar cap campió. | Només es van jugar partits de fase de grups, no es va proclamar cap campió. | Només es van jugar partits de fase de grups, no es va proclamar cap campió. | Només es van jugar partits de fase de grups, no es va proclamar cap campió. | Només es van jugar partits de fase de grups, no es va proclamar cap campió. |
| 1956 Detalls | Hongria          | Només es van jugar partits de fase de grups, no es va proclamar cap campió. | Només es van jugar partits de fase de grups, no es va proclamar cap campió. | Només es van jugar partits de fase de grups, no es va proclamar cap campió. | Només es van jugar partits de fase de grups, no es va proclamar cap campió. | Només es van jugar partits de fase de grups, no es va proclamar cap campió. | Només es van jugar partits de fase de grups, no es va proclamar cap campió. |
| 1957 Detalls | Espanya          | Àustria                                                                     | 3–2                                                                         | Espanya                                                                     | França · Itàlia                                                             | 0–0                                                                         | Thid place was shared                                                       |
| 1958 Detalls | Luxemburg        | Itàlia                                                                      | 1–0                                                                         | Anglaterra                                                                  | França                                                                      | 3–0                                                                         | Romania                                                                     |
| 1959 Detalls | Bulgària         | Bulgària                                                                    | 1–0                                                                         | Itàlia                                                                      | Hongria                                                                     | 6–1                                                                         | Plantilla:F RDA                                                             |
| 1960 Detalls | Àustria          | Hongria                                                                     | 2–1                                                                         | Romania                                                                     | Portugal                                                                    | 2–1                                                                         | Àustria                                                                     |
| 1961 Detalls | Portugal         | Portugal                                                                    | 4–0                                                                         | Polònia                                                                     | Alemanya Federal                                                            | 2–1                                                                         | Espanya                                                                     |
| 1962 Detalls | Romania          | Romania                                                                     | 4–1                                                                         | Iugoslàvia                                                                  | Txecoslovàquia                                                              | 1–1 Txecoslovàquia guanyà a cara o creu                                     | Turquia                                                                     |
| 1963 Detalls | Anglaterra       | Anglaterra                                                                  | 4–0                                                                         | Irlanda del Nord                                                            | Escòcia                                                                     | 4–2                                                                         | Bulgària                                                                    |
| 1964 Detalls | Països Baixos    | Anglaterra                                                                  | 4–0                                                                         | Espanya                                                                     | Portugal                                                                    | 3–2                                                                         | Escòcia                                                                     |
| 1965 Detalls | Alemanya Federal | Plantilla:F RDA                                                             | 3–2                                                                         | Anglaterra                                                                  | Txecoslovàquia                                                              | 4–1                                                                         | Itàlia                                                                      |
| 1966 Detalls | Iugoslàvia       | Itàlia · URSS                                                               | 0–0                                                                         | The title was shared                                                        | Iugoslàvia                                                                  | 2–0                                                                         | Espanya                                                                     |
| 1967 Detalls | Turquia          | URSS                                                                        | 1–0                                                                         | Anglaterra                                                                  | Turquia                                                                     | 1–1 Turquia guanyà a cara o creu                                            | França                                                                      |
| 1968 Detalls | França           | Txecoslovàquia                                                              | 2–1                                                                         | França                                                                      | Portugal                                                                    | 4–2                                                                         | Bulgària                                                                    |
| 1969 Detalls | RDA              | Bulgària                                                                    | 1–1 Bulgària guanyà a cara o creu                                           | Plantilla:F RDA                                                             | URSS                                                                        | 1–0                                                                         | Escòcia                                                                     |
| 1970 Detalls | Escòcia          | Plantilla:F RDA                                                             | 1–1 RDA guanyà a cara o creu                                                | Països Baixos                                                               | Escòcia                                                                     | 2–0                                                                         | França                                                                      |
| 1971 Detalls | Txecoslovàquia   | Anglaterra                                                                  | 3–0                                                                         | Portugal                                                                    | Plantilla:F RDA                                                             | 1–1 (5–3) pen.                                                              | URSS                                                                        |
| 1972 Detalls | Espanya          | Anglaterra                                                                  | 2–0                                                                         | Alemanya Federal                                                            | Polònia                                                                     | 0–0 (6–5) pen.                                                              | Espanya                                                                     |
| 1973 Detalls | Itàlia           | Anglaterra                                                                  | 3–2 pròr.                                                                   | Plantilla:F RDA                                                             | Itàlia                                                                      | 1–0                                                                         | Bulgària                                                                    |
| 1974 Detalls | Suècia           | Bulgària                                                                    | 1–0                                                                         | Iugoslàvia                                                                  | Escòcia                                                                     | 1–0                                                                         | Grècia                                                                      |
| 1975 Detalls | Suïssa           | Anglaterra                                                                  | 1–0 asdet                                                                   | Finlàndia                                                                   | Hongria                                                                     | (p) 2–2                                                                     | Turquia                                                                     |
| 1976 Detalls | Hongria          | URSS                                                                        | 1–0                                                                         | Hongria                                                                     | Espanya                                                                     | 3–0                                                                         | França                                                                      |
| 1977 Detalls | Bèlgica          | Bèlgica                                                                     | 2–1                                                                         | Bulgària                                                                    | URSS                                                                        | 7–2                                                                         | Alemanya Federal                                                            |
| 1978 Detalls | Polònia          | URSS                                                                        | 3–0                                                                         | Iugoslàvia                                                                  | Polònia                                                                     | 3–1                                                                         | Escòcia                                                                     |
| 1979 Detalls | Àustria          | Iugoslàvia                                                                  | 1–0                                                                         | Bulgària                                                                    | Anglaterra                                                                  | 0–0 (4–3) pen.                                                              | França                                                                      |
| 1980 Detalls | RDA              | Anglaterra                                                                  | 2–1                                                                         | Polònia                                                                     | Itàlia                                                                      | 3–0                                                                         | Països Baixos                                                               |

### Torneig Sub-18 de la UEFA (1981–2001)
| Any          | Seu                 | Final               | Final        | Final           | Tercer lloc         | Tercer lloc  | Tercer lloc               |
| Any          | Seu                 | Guanyador           | Resultat     | Finalista       | Tercer lloc         | Resultat     | Quart lloc                |
| ------------ | ------------------- | ------------------- | ------------ | --------------- | ------------------- | ------------ | ------------------------- |
| 1981 Detalls | Alemanya Occidental | Alemanya Federal    | 1–0          | Polònia         | França              | 1–1 2–0 pen. | Espanya                   |
| 1982 Detalls | Finlàndia           | Escòcia             | 3–1          | Txecoslovàquia  | URSS                | 3–1          | Polònia                   |
| 1983 Detalls | Anglaterra          | França              | 1–0          | Txecoslovàquia  | Anglaterra          | 1–1 4–2 pen. | Itàlia                    |
| 1984 Detalls | Unió Soviètica      | Hongria             | 0–0 3–2 pen. | URSS            | Polònia             | 2–1          | República d'Irlanda       |
| 1986 Detalls | Iugoslàvia          | Plantilla:F GDR     | 3–1          | Itàlia          | Alemanya Federal    | 1–0          | Escòcia                   |
| 1988 Detalls | Txecoslovàquia      | URSS                | 3–1 pròr.    | Portugal        | Plantilla:F RDA     | 2–0          | Espanya                   |
| 1990 Detalls | Hongria             | URSS                | 0–0 4–2 pen. | Portugal        | Espanya             | 1–0          | Anglaterra                |
| 1992 Detalls | Alemanya            | Turquia             | 2–1 (asdet)  | Portugal        | Noruega             | 1–1 8–7 pen. | Anglaterra                |
| 1993 Detalls | Anglaterra          | Anglaterra          | 1–0          | Turquia         | Espanya             | 2–1          | Portugal                  |
| 1994 Detalls | Espanya             | Portugal            | 1–1 4–1 pen. | Alemanya        | Espanya             | 5–2          | Països Baixos             |
| 1995 Detalls | Grècia              | Espanya             | 4–1          | Itàlia          | Grècia              | 5–0          | Països Baixos             |
| 1996 Detalls | França              | França              | 1–0          | Espanya         | Anglaterra          | 3–2 pròr.    | Bèlgica                   |
| 1997 Detalls | Islàndia            | França              | 1–0 (asdet)  | Portugal        | Espanya             | 2–1          | República d'Irlanda       |
| 1998 Detalls | Cyprus              | República d'Irlanda | 1–1 4–3 pen. | Alemanya        | Croàcia             | 0–0 5–4 pen. | Portugal                  |
| 1999 Detalls | Suècia              | Portugal            | 1–0          | Itàlia          | República d'Irlanda | 1–0          | Grècia                    |
| 2000 Detalls | Alemanya            | França              | 1–0          | Ucraïna         | Alemanya            | 3–1          | República Txeca           |
| 2001 Detalls | Finlàndia           | Polònia             | 3–1          | República Txeca | Espanya             | 6–2          | Plantilla:F FR Iugoslàvia |

### Torneig Sub-19 de la UEFA (des de 2002)
| Any          | Seu              | Final      | Final     | Final           | Perdedor de la semifinal (o partit pel tercer lloc) | Perdedor de la semifinal (o partit pel tercer lloc) | Perdedor de la semifinal (o partit pel tercer lloc) |
| Any          | Seu              | Guanyador  | Resultat  | Finalista       | Tercer lloc                                         | Resultat                                            | Quart lloc                                          |
| ------------ | ---------------- | ---------- | --------- | --------------- | --------------------------------------------------- | --------------------------------------------------- | --------------------------------------------------- |
| 2002 Detalls | Noruega          | Espanya    | 1–0       | Alemanya        | Eslovàquia                                          | 2–1                                                 | República d'Irlanda                                 |
| 2003 Detalls | Liechtenstein    | Itàlia     | 2–0       | Portugal        | Àustria i República Txeca                           | Àustria i República Txeca                           | Àustria i República Txeca                           |
| 2004 Detalls | Suïssa           | Espanya    | 1–0       | Turquia         | Ucraïna i Suïssa                                    | Ucraïna i Suïssa                                    | Ucraïna i Suïssa                                    |
| 2005 Detalls | Irlanda del Nord | França     | 3–1       | Anglaterra      | Sèrbia i Montenegro i Alemanya                      | Sèrbia i Montenegro i Alemanya                      | Sèrbia i Montenegro i Alemanya                      |
| 2006 Detalls | Polònia          | Espanya    | 2–1       | Escòcia         | Àustria i República Txeca                           | Àustria i República Txeca                           | Àustria i República Txeca                           |
| 2007 Detalls | Àustria          | Espanya    | 1–0       | Grècia          | França i Alemanya                                   | França i Alemanya                                   | França i Alemanya                                   |
| 2008 Detalls | República Txeca  | Alemanya   | 3–1       | Itàlia          | Hongria i República Txeca                           | Hongria i República Txeca                           | Hongria i República Txeca                           |
| 2009 Detalls | Ucraïna          | Ucraïna    | 2–0       | Anglaterra      | Sèrbia i França                                     | Sèrbia i França                                     | Sèrbia i França                                     |
| 2010 Detalls | França           | França     | 2–1       | Espanya         | Anglaterra i Croàcia                                | Anglaterra i Croàcia                                | Anglaterra i Croàcia                                |
| 2011 Detalls | Romania          | Espanya    | 3–2 pròr. | República Txeca | Sèrbia i República d'Irlanda                        | Sèrbia i República d'Irlanda                        | Sèrbia i República d'Irlanda                        |
| 2012 Detalls | Estònia          | Espanya    | 1–0       | Grècia          | França i Anglaterra                                 | França i Anglaterra                                 | França i Anglaterra                                 |
| 2013 Detalls | Lituània         | Sèrbia     | 1–0       | França          | Portugal i Espanya                                  | Portugal i Espanya                                  | Portugal i Espanya                                  |
| 2014 Detalls | Hongria          | Alemanya   | 1–0       | Portugal        | Sèrbia i Àustria                                    | Sèrbia i Àustria                                    | Sèrbia i Àustria                                    |
| 2015 Detalls | Grècia           | Espanya    | 2–0       | Rússia          | Grècia i França                                     | Grècia i França                                     | Grècia i França                                     |
| 2016 Detalls | Alemanya         | França     | 4–0       | Itàlia          | Anglaterra i Portugal                               | Anglaterra i Portugal                               | Anglaterra i Portugal                               |
| 2017 Detalls | Geòrgia          | Anglaterra | 2–1       | Portugal        | República Txeca i Països Baixos                     | República Txeca i Països Baixos                     | República Txeca i Països Baixos                     |
| 2018 Detalls | Finlàndia        | Portugal   | 4–3       | Itàlia          | França i Ucraïna                                    | França i Ucraïna                                    | França i Ucraïna                                    |
| 2019 Detalls | Armènia          |            |           |                 |                                                     |                                                     |                                                     |
| 2020 Detalls | Irlanda del Nord |            |           |                 |                                                     |                                                     |                                                     |

## Estadístiques

### Resultats per selecció
| Campionat d'Europa de Futbol sub-19 |                                                                 |                                                    |                          |
| Equip                               | Títols                                                          | Finalista                                          | Tercer lloc o semifinals |
| Anglaterra                          | 10 (1948, 1963, 1964, 1971, 1972, 1973, 1975, 1980, 1993, 2017) | 5 (1958, 1965, 1967, 2005, 2009)                   | 6                        |
| Espanya                             | 10 (1952, 1954, 1995, 2002, 2004, 2006, 2007, 2011, 2012, 2015) | 4 (1957, 1964, 1996, 2010)                         | 7                        |
| França                              | 8 (1949, 1983, 1996, 1997, 2000, 2005, 2010, 2016)              | 3 (1950, 1968, 2013)                               | 7                        |
| Alemanya                            | 6 (1965, 1970, 1981, 1986, 2008, 2014)                          | 7 (1954, 1969, 1972, 1973, 1994, 1998, 2002)       | 7                        |
| Rússia                              | 6 (1966, 1967, 1976, 1978, 1988, 1990)                          | 2 (1984, 2015)                                     | 3                        |
| Portugal                            | 3 (1961, 1994, 1999)                                            | 8 (1971, 1988, 1990, 1992, 1997, 2003, 2014, 2017) | 5                        |
| Itàlia                              | 3 (1958, 1966, 2003)                                            | 6 (1959, 1986, 1995, 1999, 2008, 2016)             | 3                        |
| Sèrbia                              | 3 (1951, 1979, 2013)                                            | 4 (1953, 1962, 1974, 1978)                         | 5                        |
| Bulgària                            | 3 (1959, 1969, 1974)                                            | 2 (1977, 1979)                                     | –                        |
| Hongria                             | 3 (1953, 1960, 1984)                                            | 1 (1976)                                           | 3                        |
| Àustria                             | 2 (1950, 1957)                                                  | 1 (1951)                                           | 4                        |
| Txecoslovàquia                      | 1 (1968)                                                        | 4 (1982, 1983, 2001, 2011)                         | 6                        |
| Polònia                             | 1 (2001)                                                        | 3 (1961, 1980, 1981)                               | 3                        |
| Turquia                             | 1 (1992)                                                        | 2 (1993, 2004)                                     | 2                        |
| Bèlgica                             | 1 (1977)                                                        | 1 (1952)                                           | 3                        |
| Romania                             | 1 (1962)                                                        | 1 (1960)                                           | –                        |
| Escòcia                             | 1 (1982)                                                        | 1 (2006)                                           | 3                        |
| Ucraïna                             | 1 (2009)                                                        | 1 (2000)                                           | 1                        |
| República d'Irlanda                 | 1 (1998)                                                        | –                                                  | 2                        |
| Països Baixos                       | –                                                               | 3 (1948, 1949, 1970)                               | 2                        |
| Grècia                              | –                                                               | 2 (2007, 2012)                                     | 2                        |
| Finlàndia                           | –                                                               | 1 (1975)                                           | –                        |
| Irlanda del Nord                    | –                                                               | 1 (1963)                                           | –                        |
| Croàcia                             | –                                                               | –                                                  | 2                        |
| Suïssa                              | –                                                               | –                                                  | 1                        |
| Noruega                             | –                                                               | –                                                  | 1                        |
| Eslovàquia                          | –                                                               | –                                                  | 1                        |

Nota: el 1966 el títol fou compartit entre  Itàlia i la  URSS.

## Premis

### Golden Player
El premi Golden Player es dona al jugador que hagi destacat més pel seu futbol durant el torneig.
| Campionat d'Europa     | Golden Player           | Ref(s) |
| ---------------------- | ----------------------- | ------ |
| Noruega 2002           | Fernando Torres         | [ 3 ]  |
| Liechtenstein 2003     | Alberto Aquilani        | [ 4 ]  |
| Suïssa 2004            | Juanfran                | [ 5 ]  |
| Irlanda del Nord 2005  | Abdoulaye Baldé         | [ 6 ]  |
| Polònia 2006           | Alberto Bueno           | [ 7 ]  |
| Àustria 2007           | Sotiris Ninis           | [ 8 ]  |
| República Txeca 2008 ¹ | Lars Bender Sven Bender | [ 9 ]  |
| Ucraïna 2009           | Kyrylo Petrov           | [ 10 ] |
| França 2010            | Gaël Kakuta             | [ 11 ] |
| Romania 2011           | Álex Fernández          | [ 12 ] |
| Estònia 2012           | Gerard Deulofeu         | [ 13 ] |
| Lituània 2013          | Aleksandar Mitrović     | [ 14 ] |
| Hongria 2014           | Davie Selke             | [ 15 ] |
| Grècia 2015            | Marco Asensio           | [ 16 ] |
| Alemanya 2016          | Jean-Kévin Augustin     | [ 17 ] |
| Geòrgia 2017           | Mason Mount             | [ 18 ] |

¹ Títol compartit.

### Màxim golejador
El premi al màxim golejador es dona al jugador que ha marcat més gols durant el torneig.
| Campionat d'Europa    | Màxim golejador                                           | Gols |
| --------------------- | --------------------------------------------------------- | ---- |
| Noruega 2002          | Fernando Torres                                           | 4    |
| Liechtenstein 2003    | Paulo Sérgio                                              | 5    |
| Suïssa 2004           | Ali Öztürk Łukasz Piszczek                                | 4    |
| Irlanda del Nord 2005 | Borko Veselinović                                         | 5    |
| Polònia 2006          | Alberto Bueno İlhan Parlak                                | 5    |
| Àustria 2007          | Änis Ben-Hatira Kostantinos Mitroglou Kévin Monnet-Paquet | 3    |
| República Txeca 2008  | Tomáš Necid                                               | 4    |
| Ucraïna 2009          | Nathan Delfouneso                                         | 4    |
| França 2010           | Dani Pacheco                                              | 4    |
| Romania 2011          | Álvaro Morata                                             | 6    |
| Estònia 2012          | Jesé                                                      | 5    |
| Lituània 2013         | Gratas Sirgedas Anass Achahbar Alexandre Guedes           | 3    |
| Hongria 2014          | Davie Selke                                               | 6    |
| Grècia 2015           | Borja Mayoral                                             | 3    |
| Alemanya 2016         | Jean-Kévin Augustin                                       | 6    |
| Geòrgia 2017          | Ben Brereton Ryan Sessegnon Joël Piroe Viktor Gyökeres    | 3    |